# Pamfil z Cezarei
Pamfil z Cezarei, również Pamfilusz, gr. Παμφίλος, cs. Swiaszczennomuczenik Pamfił preswitier (ur. ok. 250 w Bejrucie, zm. 310) – prezbiter, według niesprawdzonych źródeł biskup Cezarei palestyńskiej, męczennik, święty Kościoła katolickiego i prawosławny, ojciec Kościoła należący do nurtu Szkoły aleksandryjskiej.

## Życie i twórczość
Pamfil urodził się w Bejrucie w zamożnej rodzinie,  kształcił się w chrześcijańskiej szkole w Aleksandrii, pod kierunkiem Pieriosa, "nowego Orygenesa". Po powrocie do Palestyny, resztę życia spędził w Cezarei (obecnie Kajsarije w Izraelu), gdzie otrzymał święcenia kapłańskie. Spotykane czasem informacje o tym, że był biskupem nie są zbyt wiarygodne, gdyż zarówno Euzebiusz, jego uczeń i przyjaciel, jak i Focjusz a także Hieronim nazywają go konsekwentnie kapłanem.
W czasie studiów w Aleksandrii poznał pisma Orygenesa, które następnie chronił, przepisywał i propagował. Rozbudował pozostawioną w Cezarei przez Orygenesa bibliotekę i przyczynił się do rozkwitu tego miasta jako centrum nauk. Opracował tekst Septuaginty Orygenesa. Jego uczniem był Euzebiusz, który, jako wyraz oddania dla swego mistrza, przyjął przydomek syn Pamfila. Obaj przygotowali Obronę Orygenesa – Pamfil był już wtedy w więzieniu. Wspomina o niej Sokrates Scholastyk w swej Historii Kościoła III,7. Zachowała się jedynie I księga w tłumaczeniu Rufina (PG 17, 541-616).
Pamfil, wraz z diakonem Walensem i chrześcijaninem o imieniu Paweł, spędził w więzieniu dwa lata. Zostali oni umęczeni w trakcie prześladowań za czasów Maksymina Dai 16 lutego 310 roku.
Euzebiusz podaje, że wraz z nimi męczeństwo ponieśli jeszcze Seleukos, Teodulos, Porfiriusz, Julian i Egipcjanin, którego imienia nie zdołał odnotować, i inni.
Według innych autorów wraz z nimi śmierć przez ścięcie poniosło pięciu młodych Egipcjan: Eliasz, Jeremiasz, Izajasz, Samuel i Daniel.

## Kult
Pamięć o Pamfilu utrwalili przede wszystkim jego mistrz Pieriusz z Aleksandrii oraz uczeń Euzebiusz z Cezarei.
W Martyrologium Rzymskim wraz z towarzyszami męczeństwa wpisany został pod dniem 1 lipca. W Martyrologium św. Hieronima widnieli oni pod dwiema datami: 16 lutego i 2 lipca. W synaksarionach wschodnich widnieli pod dniem 16 lutego.
W tym też dniu wraz z innymi wspominają go: Cerkiew prawosławna i Kościoły greckokatolickie. Z uwagi jednak na liturgię według kalendarza juliańskiego wspominają św. Pamfila 16 lutego/1 marca (29 lutego), tj. 1 marca (lub 29 lutego w roku przestępnym) według kalendarza gregoriańskiego.

## Ikonografia
W ikonografii św. Pamfil przedstawiany jest, jako młody mężczyzna ubrany w czerwone kapłańskie szaty. W prawej dłoni trzyma krzyż, a w lewej Ewangelię. Niektóre ikony przedstawiają go w towarzystwie innych męczenników. Wszyscy, poza diakonem Walentym, dzierżą w dłoniach męczeńskie krzyże. Między sobą różnią się tylko wiekiem i kolorem szat.